# Municipio de Grandview (condado de Douglas)
El municipio de Grandview (en inglés: Grandview Township) es un municipio ubicado en el condado de Douglas en el estado estadounidense de Dakota del Sur. En el año 2010 tenía una población de 77 habitantes y una densidad poblacional de 0,85 personas por km².

## Geografía
El municipio de Grandview se encuentra ubicado en las coordenadas 43°22′42″N 98°24′41″O / 43.37833, -98.41139. Según la Oficina del Censo de los Estados Unidos, el municipio tiene una superficie total de 90.38 km², de la cual 89,72 km² corresponden a tierra firme y (0,73 %) 0,66 km² es agua.

## Demografía
Según el censo de 2010, había 77 personas residiendo en el municipio de Grandview. La densidad de población era de 0,85 hab./km². De los 77 habitantes, el municipio de Grandview estaba compuesto por el 96,1 % blancos, el 3,9 % eran amerindios. Del total de la población el 0 % eran hispanos o latinos de cualquier raza.